# Glatter Funktor
Ein glatter Funktor, oder auch {\displaystyle C^{\infty }}-Funktor, ist eine Art von Funktor (im Sinne der Kategorientheorie), der im mathematischen Teilgebiet der Differentialtopologie Anwendung findet.

## Definition
Im Folgenden bezeichne {\displaystyle \mathrm {Vekt} _{\mathbb {R} }} die Kategorie der endlich-dimensionalen reellen Vektorräume, deren Morphismen die linearen Abbildungen sind, und {\displaystyle L(V,W)} die Menge aller linearen Abbildungen von {\displaystyle V} nach {\displaystyle W} für alle {\displaystyle V,W\in \mathrm {Vekt} _{\mathbb {R} }}.
Sei {\displaystyle {\mathcal {F}}:\mathrm {Vekt} _{\mathbb {R} }\to \mathrm {Vekt} _{\mathbb {R} }} ein kovarianter Funktor der Kategorie {\displaystyle \mathrm {Vekt} _{\mathbb {R} }} in sich selbst, das heißt {\displaystyle {\mathcal {F}}} induziert für alle Vektorräume {\displaystyle V,W\in \mathrm {Vekt} _{\mathbb {R} }} eine Abbildung {\displaystyle {\mathcal {F}}:L(V,W)\to L({\mathcal {F}}(V),{\mathcal {F}}(W))}, sodass die folgenden beiden Bedingungen erfüllt sind:
- {\displaystyle {\mathcal {F}}(\mathrm {id} _{V})=\mathrm {id} _{{\mathcal {F}}(V)}} für alle {\displaystyle V\in \mathrm {Vekt} _{\mathbb {R} }}.
- {\displaystyle {\mathcal {F}}(g\circ f)={\mathcal {F}}(g)\circ {\mathcal {F}}(f)} für alle linearen Abbildungen {\displaystyle f\in L(V,W)} und {\displaystyle g\in L(W,U)} und für alle {\displaystyle V,W,U\in \mathrm {Vekt} _{\mathbb {R} }}.

Man bezeichnet den Funktor {\displaystyle {\mathcal {F}}} als „glatt“, wenn die Abbildung {\displaystyle {\mathcal {F}}:L(V,W)\to L({\mathcal {F}}(V),{\mathcal {F}}(W))} für alle Vektorräume {\displaystyle V,W\in \mathrm {Vekt} _{\mathbb {R} }} glatt ist.
In analoger Weise definiert man glatte kontravariante Funktoren. Des Weiteren, lässt sich das Konzept auf Funktoren mehrerer Variablen (siehe Multifunktor), welche kovariant in einigen Variablen und kontravariant in anderen sein können, ausweiten.

## Anwendung
Eine der wichtigsten Anwendungen dieses Konzepts ist die Konstruktion von Vektorbündeln. Es gilt nämlich folgender Satz:
Es sei {\displaystyle {\mathcal {M}}} eine glatte Mannigfaltigkeit, {\displaystyle (E_{i},{\mathcal {M}},\pi _{i})_{i=1,\dots ,N}} eine Familie von glatten, reellen Vektorbündeln und {\displaystyle {\mathcal {F}}} ein glatter Funktor von {\displaystyle N} Variablen. Dann ist {\displaystyle (E,{\mathcal {M}},\pi )} mit
{\displaystyle E:=\bigcup _{p\in {\mathcal {M}}}{\mathcal {F}}(E_{1}\vert _{p},\dots ,E_{N}\vert _{p})}
ein reelles und glattes Vektorbündel, wobei {\displaystyle \pi :E\to {\mathcal {M}}} die Funktion bezeichne, welche Elemente von {\displaystyle {\mathcal {F}}(E_{1}\vert _{p},\dots ,E_{N}\vert _{p})} auf {\displaystyle p} abbildet. Die Mengen {\displaystyle E_{i}\vert _{p}:=\pi _{i}^{-1}(\{p\})} bezeichnen dabei die Fasern der Vektorbündel {\displaystyle (E_{i},{\mathcal {M}},\pi _{i})_{i=1,\dots ,N}}.
Zusammengefasst besagt der obige Satz, dass sich Operationen von Vektorräumen auf Vektorbündel übertragen lassen, wenn sie faserweise angewandt werden.
Ein wichtiges Beispiel ist das Tensorprodukt von einigen Kopien des Tangentialbündels {\displaystyle T{\mathcal {M}}} mit einigen Kopien des Kotangentialbündels {\displaystyle T^{\ast }{\mathcal {M}}}. Das daraus erhaltene Vektorbündel wird als Tensorbündel bezeichnet. Glatte Schnitte dieses Bündels sind gerade die Tensorfelder. Ein weiteres wichtiges Beispiel bildet das Bündel alternierender {\displaystyle r}-Former, das sich durch anwenden des Funktors {\displaystyle {\mathcal {F}}(V):=\bigwedge ^{r}V^{\ast }} auf das Tangentialbündel ergibt. Schnitte in diesem Bündel werden als Differentialformen vom Grad {\displaystyle r} bezeichnet.